# Jacinto Pereira
Jacinto Pereira (ur. 12 grudnia 1974 w Luandzie) – angolski piłkarz, reprezentant kraju, grający na pozycji obrońcy. 

## Kariera piłkarska
Pereira od 1995 występował w zespole EC Primeiro de Maio. Następnie w latach 2000–2006 grał dla Atlético Sport Aviação. Z zespołem trzykrotnie sięgnął po Mistrzostwo Angoli w sezonach 2002, 2003, 2004. Dodatkowo zdobył Puchar Angoli w 2005. Trzy razy wygrywał z klubem Superpuchar Angoli w latach 2003, 2004 i 2005. 
Karierę reprezentacyjną rozpoczął 9 kwietnia 2000 w meczu przeciwko Eswatini (dawniej Suazi), wygranym 1:0. 
W 2006 został powołany na Puchar Narodów Afryki. Podczas tego turnieju wystąpił w przegranym 1:3 meczu fazy grupowej z Kamerunem. 
Spotkanie to było ostatnim dla Pereiry w drużynie narodowej, dla której w latach 2000–2006 wystąpił w 18 spotkaniach.
| Mecze i gole w reprezentacji | Mecze i gole w reprezentacji | Mecze i gole w reprezentacji | Mecze i gole w reprezentacji  | Mecze i gole w reprezentacji | Mecze i gole w reprezentacji | Mecze i gole w reprezentacji |
| #                            | Data                         | Miasto                       | Przeciwnik                    | Gol                          | Wynik                        | Rozgrywki                    |
| ---------------------------- | ---------------------------- | ---------------------------- | ----------------------------- | ---------------------------- | ---------------------------- | ---------------------------- |
| 1.                           | 09.04.2000                   | Lobamba                      | Eswatini                      |                              | 1:0                          | El. MŚ 2002                  |
| 2.                           | 20.05.2000                   | Blantyre                     | Malawi                        |                              | 0:0                          | COSAFA Cup 2000              |
| 3.                           | 02.07.2000                   | Malabo                       | Gwinea Równikowa              |                              | 1:0                          | El. PNA 2002                 |
| 4.                           | 06.07.2000                   | Praia                        | Republika Zielonego Przylądka |                              | 1:1                          | towarzyski                   |
| 5.                           | 09.07.2000                   | Jaunde                       | Kamerun                       |                              | 0:3                          | El. MŚ 2002                  |
| 6.                           | 05.06.2004                   | Annaba                       | Algieria                      |                              | 0:0                          | El. MŚ 2006                  |
| 7.                           | 20.06.2004                   | Luanda                       | Nigeria                       |                              | 1:0                          | El. MŚ 2006                  |
| 8.                           | 03.07.2004                   | Libreville                   | Gabon                         |                              | 2:2                          | El. MŚ 2006                  |
| 9.                           | 10.10.2004                   | Luanda                       | Zimbabwe                      |                              | 1:0                          | El. MŚ 2006                  |
| 10.                          | 20.11.2004                   | Lusaka                       | Zambia                        |                              | 0:0                          | COSAFA Cup 2004              |
| 11.                          | 22.02.2005                   | Brazzaville                  | Kongo                         |                              | 2:0                          | towarzyski                   |
| 12.                          | 27.03.2005                   | Harare                       | Zimbabwe                      |                              | 0:2                          | El. MŚ 2006                  |
| 13.                          | 18.06.2005                   | Kano                         | Nigeria                       |                              | 1:1                          | El. MŚ 2006                  |
| 14.                          | 13.08.2005                   | Mafikeng                     | Zimbabwe                      |                              | 1:2                          | COSAFA Cup 2005              |
| 15.                          | 08.10.2005                   | Kigali                       | Rwanda                        |                              | 1:0                          | El. MŚ 2006                  |
| 16.                          | 16.11.2005                   | Tokio                        | Japonia                       |                              | 0:1                          | towarzyski                   |
| 17.                          | 17.01.2006                   | Rabat                        | Maroko                        |                              | 2:2                          | towarzyski                   |
| 18.                          | 21.01.2006                   | Kair                         | Kamerun                       |                              | 1:3                          | PNA 2006                     |

## Sukcesy
Atlético Sport Aviação
- Mistrzostwo Angoli (3): 2002, 2003, 2004
- Puchar Angoli (1): 2005
- Superpuchar Angoli (3): 2003, 2004, 2005